# Medetera mindanensis
Medetera mindanensis är en tvåvingeart som beskrevs av Daniel J. Bickel 1987. Medetera mindanensis ingår i släktet Medetera och familjen styltflugor.
Artens utbredningsområde är Filippinerna. Inga underarter finns listade i Catalogue of Life.